# Жанна Пакен
Жа́нна Паке́н (фр. Jeanne Paquin; 1869 — 1936) — французька художниця-модельєрка, відома завдяки її сучасному та інноваційному дизайну. Вона була 1 з перших відомих жінок кутюр'є та однією із піонерів сучасного модного бізнесу.

## Біографія
У лютому 1891 року Жанна вийшла заміж за Ісадора Рене Жакоба Пакена, з яким створила будинок високої моди Paquin в Парижі у 1891 році, який існував до 1956 року та мав особливу популярність та репутацію у першій третині XX ст. Жанна була головним дизайнером, а її чоловік керував бізнесом, займався адміністративними справами фірми, працював з клієнтами.
У 1898 році вони відкрили філіал власного будинку моди в Лондоні, потім у 1912 році в Буенос-Айресі та в Нью-Йорку, а також у 1914 році у Мадриді. Філіал відомого House of Paquin в Нью-Йорку спеціалізувався на хутрах. Серед її клієнтів з'явилися представниці аристократичних та монархічних сімей, а також інші відомі дами світу.
Після смерті чоловіка у 1907 році Жанна Пакен керувала бізнесом разом зі своєю родиною до 1920 року. Між 1912-м і 1920-ми роками Пакен створювала колекцію одягу для активних жінок. У 1913 році вона стала першою із жінок модельєрів та отримала орден Почесного легіону.
Жанна Марі Шарлота Бекерс народилась у 1869 році у Сен-Дени, в передмісті Парижа, у сім'ї лікаря. 
Будучи підлітком вона почала вивчати швейну справу у невеликому ательє, а через декілька років отримала місце у будинку моди «Руфф», де пройшла шлях від одної з багатьох майстринь до головної кравчині, що очолювала ательє.

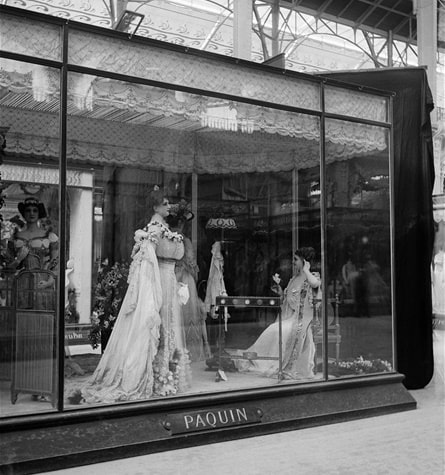
Будинок моди Пакен

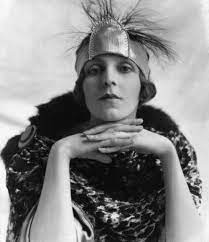
Жанна Пакен